# Scheloribates huancayensis
Scheloribates huancayensis är en kvalsterart som beskrevs av Hammer 1961. Scheloribates huancayensis ingår i släktet Scheloribates och familjen Scheloribatidae. Inga underarter finns listade i Catalogue of Life.